# Ясінка (Кросненський повіт)
Ясінка (пол. Jasionka) — лемківське село в Польщі, у гміні Дукля Кросненського повіту Підкарпатського воєводства.
Населення — 1233 особи (2011).

## Історія
У 1939 році в селі проживало 300 мешканців (усі — українці).
Населення перейшло на римокатолицький обряд і польська влада зарахувала їх до поляків, хоча село (аж до заборони греко-католицької церкви в 1947 році) відносилося до парафії Тилява. Єдиного греко-католика в 1947 році між 25 і 31 травня в результаті операції «Вісла» було депортовано на понімецькі землі Польщі.
У 1975—1998 роках село належало до Кросненського воєводства.

## Демографія
Демографічна структура станом на 31 березня 2011 року:
|          | Загалом | Допрацездатний вік | Працездатний вік | Постпрацездатний вік |
| -------- | ------- | ------------------ | ---------------- | -------------------- |
| Чоловіки | 586     | 128                | 397              | 61                   |
| Жінки    | 647     | 158                | 324              | 165                  |
| Разом    | 1233    | 286                | 721              | 226                  |

## Географія
Поруч із селом є гора Цергова, а через Ясінку пролягає однойменна річка.